# Le Billard
Le Billard est un tableau réalisé par le peintre français Georges Braque en 1944. Cette huile sur toile agrémentée de sable est une nature morte représentant notamment une table de billard brisée. Achetée à l'artiste en 1946, elle est depuis conservée au musée national d'Art moderne, à Paris. Elle fait partie de la série des « Billards », réalisée par l'artiste entre 1944 et 1952, composée de sept toiles. Vraisemblablement réalisée après la libération, de par ses couleurs audacieuses et ludiques, cette toile diffère des autres œuvres de Braque plus sombres et plus petites, exécutées pendant l'occupation allemande.